# كيم يو-سونغ
كيم يو-سونغ (مواليد 24 يناير 1995) هو لاعب كرة قدم كوري شمالي يلعب مع نادي أبريل 25 في الدوري الكوري الشمالي لكرة القدم.

## الأهداف الدولية
حصيلة أهداف كوريا الشمالية أولا.
| الرقم | التاريخ        | المكان                                       | الخصم     | التسجيل | النتيجة | المنافسة             |
| ----- | -------------- | -------------------------------------------- | --------- | ------- | ------- | -------------------- |
| 1.    | 6 يونيو 2017   | ملعب جاسم بن حمد، الدوحة، قطر                | قطر       | 2–2     | 2–2     | ودية                 |
| 2.    | 13 يونيو 2017  | ملعب هونغ كونغ، مونغ كوك، هونغ كونغ          | هونغ كونغ | 1–1     | 1–1     | تصفيات كأس آسيا 2019 |
| 3.    | 5 سبتمبر 2017  | ملعب كيم إيل-سونغ، بيونغيانغ، كوريا الشمالية | لبنان     | 1–0     | 2–2     | تصفيات كأس آسيا 2019 |
| 11.   | 10 نوفمبر 2017 | ملعب نيو آي-موبايل، بوريرام، تايلاند         | ماليزيا   | 2–0     | 4–1     | تصفيات كأس آسيا 2019 |
| 5.    | 13 نوفمبر 2017 | ملعب نيو آي-موبايل، بوريرام، تايلاند         | ماليزيا   | 1–0     | 4–1     | تصفيات كأس آسيا 2019 |
| 6.    | 13 نوفمبر 2017 | ملعب نيو آي-موبايل، بوريرام، تايلاند         | ماليزيا   | 2–0     | 4–1     | تصفيات كأس آسيا 2019 |
| 7.    | 13 نوفمبر 2017 | ملعب نيو آي-موبايل، بوريرام، تايلاند         | ماليزيا   | 3–0     | 4–1     | تصفيات كأس آسيا 2019 |

## وصلات خارجية
- كيم يو-سونغ على موقع الاتحاد الدولي (مؤرشف)  (الإنجليزية)
- كيم يو-سونغ على موقع قاعدة بيانات كرة القدم.إي يو (الإنجليزية)
- كيم يو-سونغ على موقع ناشيونال فوتبول تيمز (الإنجليزية)
- كيم يو-سونغ على موقع Soccerway.com (الإنجليزية)
- كيم يو-سونغ على موقع عالم كرة القدم.نت (الإنجليزية)
- Kim Yu-song at FIFA